# Saladas
Saladas  es una ciudad argentina, ubicada al oeste de la provincia de Corrientes, cabecera del departamento homónimo, a 104 kilómetros de la ciudad de Corrientes. Se accede a la ciudad a través de la RN 12, RN 118, RP 27 Y RP 13.
Es un municipio de primera categoría. Sancionó su Carta orgánica en el año 2006. Saladas es conocida por el lema "Cuna de Héroes", ya que en este lugar nació el sargento Juan Bautista Cabral, y también por ser sede de la Fiesta Provincial de la Miel.

## Demografía
Cuenta con 22 275 habitantes (Indec, 2022), lo que representa un incremento del 9,8% frente a los 12 864 habitantes (Indec, 2010) del censo anterior.

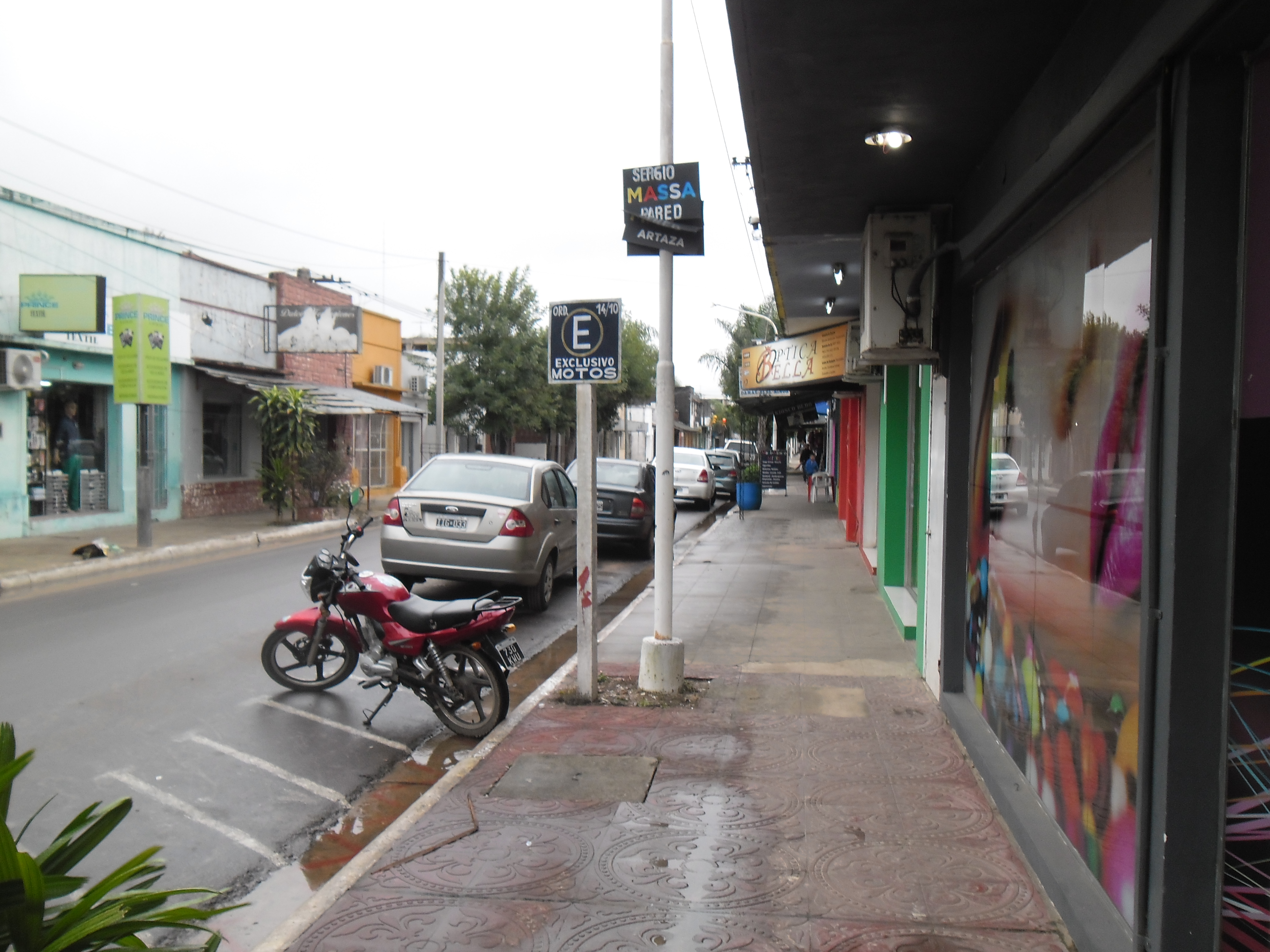
calle comercial

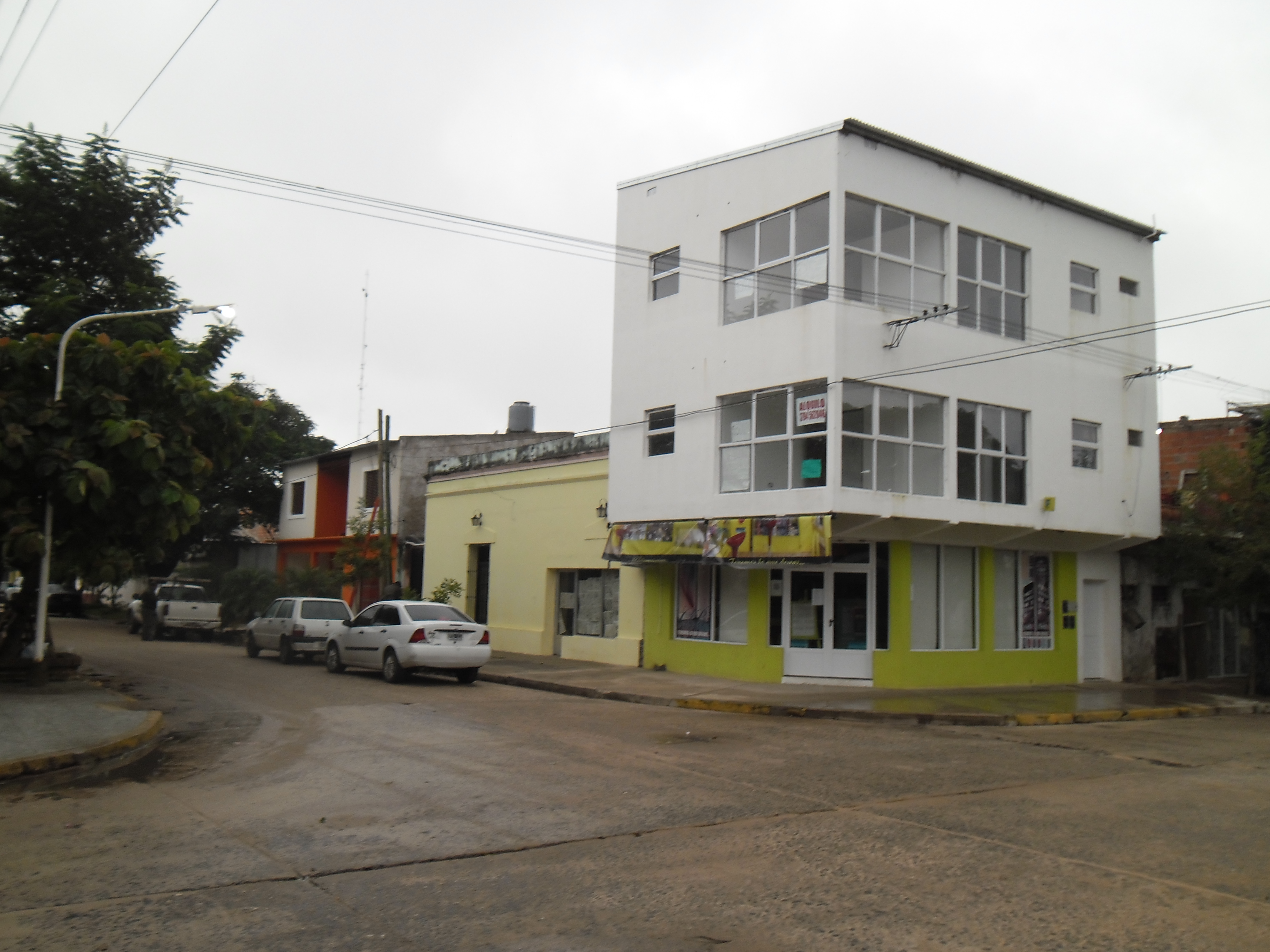
intersección de las calles Sarmiento y Coronel Leyes

| Gráfica de evolución demográfica de Saladas entre 2010 y 2022 |
|                                                               |
| Fuente: Censos nacionales del INDEC                           |

## Toponimia
El nombre original era San José de las Siete Lagunas Aladas, que surge de la combinación de San José y de «lagunas aladas» es debido a la gran cantidad de garzas en sus lagunas. El nombre original se recortó de extraña manera, ya que en Saladas no hay salares ni aguas saladas:
La carta orgánica municipal establece:

Artículo 1°) La Ciudad, el Municipio, la Municipalidad se llaman SALADAS, sin perjuicio que en actos protocolares se utilice el nombre de San José de las Siete Lagunas Saladas.

## Lagunas y arroyos
Saladas está asentada sobre terreno arenoso, con relieve sobreelevado y rodeada de lagunas permanentes y temporarias, dando un paisaje ondulado muy especial en la región. Algunas de ellas se usan como fuente de agua para riego en agricultura (arroz y primicias) y en Balnearios. Otras ocasionan graves problemas con sus desbordes en épocas lluviosas afectando su zona urbana y subrural. Dichas lluvias elevan las napas freáticas y hacen rebosar los pozos sépticos, contaminando los pozos de agua que se utilizan para consumo humano, fuera del radio servido por Aguas de Corrientes S.A. La situación más crítica en este comportamiento de las napas freáticas está dada en dos lagunas interconectadas entre sí, ubicadas en el sector noreste de la localidad: Laguna Chilca y Soto, donde se registran los más altos tenores de contaminación debido a la tendencia del escurrimiento subterráneo que las unen. La laguna Soto soporta además la descarga de los líquidos cloacales del barrio Don Bosco (151 viviendas) afectada en su escurrimiento natural por la construcción del acceso a la ruta provincial 13, actúa como una "laguna de estabilización", por ello se hace necesario bajar el nivel del "pelo de agua", producir el normal escurrimiento de las mismas y detener así el acelerado "proceso de eutroficación", que no permite sanear las aguas.
La laguna está ubicada en el centro de la ciudad, a sólo tres cuadras de la plaza principal y funcionó como balneario municipal desde principios de los años 40. Se convirtió en el lugar elegido por los saladeños y el turismo regional. A mediados de la década del ‘80 el rápido crecimiento de la población obligó a ampliar los barrios y se construyeron cerca de 800 viviendas frente a la laguna, lo que más tarde generó un desproporcionado volumen de residuos en el predio y la descarga directa de los líquidos cloacales en la laguna, por lo que el balneario se cerró. A partir de allí se sucedieron los estudios científicos: organismos como la Unesco (Organización de las Naciones Unidas para la Educación, la Ciencia y la Cultura), el ICAA (Instituto Correntino del Agua y el Ambiente) y el Cecoal (Centro de Ecología Aplicada del Litoral), intentaron rescatar las aguas de la Soto, pero los resultados nunca derivaron en acciones concretas. Excepto en 2006, cuando un vecino de la localidad Víctor Hugo Pozzo, tomó la iniciativa de limpiar el predio y con recursos propios arregló las márgenes de la laguna, el trabajo permitió que ese verano, unas 3000 personas disfrutaran por fin de semana del balneario. Luego en septiembre de 2008, se firmó un convenio marco por 5 años entre el CECOAL, dependiente del Conicet y la Municipalidad de Saladas para avanzar en los estudios. En 2009, la municipalidad de Saladas instaló una línea de freatímetro, con asesoramiento de CECOALl, para conocer las fluctuaciones de la capa freática y sus posibles aportes a la laguna. También se retiraron televisores, botellas, almohadones y restos hogareños que los habitantes arrojaron indiscriminadamente al agua. La recuperación, es una obligación de todos, sin el apoyo de la comunidad, la tarea emprendida nunca se cristalizara.

## Historia y cultura
Saladas es considerado rico y complejo en historia, por las cuestiones relacionadas con sus orígenes, por el levantamiento de los comuneros de Saladas (una de las primeras manifestaciones en contra del avasallamiento realista del cual se tiene registro, muchos años antes de la Revolución de Mayo) y por los ilustres y valerosos hombres que nacieron en estas tierras.
Uno de sus próceres destacables es el sargento Juan Bautista Cabral, nacido en el pueblo de Saladas en 1789, quien salvó la vida del general San Martín en el combate de San Lorenzo. El sargento Juan Bautista Cabral representa fielmente la extirpe correntina y el espíritu comprometido de la ciudad de Saladas en la historia nacional.
Nace en el paraje denominado Colonia Cabral, a 11 km al noreste del actual Museo Histórico. La fecha de su nacimiento se desconoce pues el acta bautismal no se ha encontrado. El Convento de Santo Domingo Borromeo (a dos leguas de la Colonia Cabral), donde pudo habérselo inscripto, sufrió un incendio en el que se perdieron los primeros libros de actas de bautismo. Existen versiones que dichos libros fueron llevados por un religioso ante la invasión de Andresito Guazurarí Artigas y los indios guaraníes que formaban su milicia, a quienes se les atribuye también el incendio.
El escritor saladeño Gerardo Pisarello, sobre el que existe un museo en la ciudad, escribió varias obras y cuentos referidas a Saladas, su población y su geografía, como Che retá (imágenes y recuerdos de Saladas, 1946) y Las lagunas (1965).

## Deportes
El deporte más popular de la localidad es el básquet, siendo los clubes Atlético Saladas y Social y Deportivo Antorcha los referentes del mismo en la localidad. El Club Atlético Saladas representa a la ciudad en el Torneo Federal de Básquetbol (3.º División).

## Fiestas y eventos
- Fiesta Patronal en honor a San José
- Fiesta Departamental del Queso Criollo
- Fiesta Regional de la Alpargata
- Fiesta del Puestero Correntino
- Fiesta del Estudiante
- Fiesta en honor a la fundación de Saladas
- Fiesta Provincial de la Miel
- Expo Campo
- Carnavales de Saladas

## Parroquias de la Iglesia católica en Saladas
| Arquidiócesis | Corrientes |
| ------------- | ---------- |
| Parroquia     | San José   |